# Polski Związek Sambo
Polski Związek Sambo (eng. Polish Sambo Association) powstał 11 czerwca 2011 roku na spotkaniu założycielskim w Białymstoku. Polski Związek Sambo w dniu 10 listopada 2011 został zatwierdzony przez XXIII Kongres FIAS Międzynarodowej Federacji Sambo Amatorskiego i od tego dnia jest jedynym przedstawicielem SAMBO w Polsce. Polski Związek Sambo przynależy do FIAS oraz Europejskiej Federacji Sambo. 
W dniu 12 stycznia 2012 Polski Związek Sambo oficjalnie rozpoczyna swoją działalność. 
Prezesem w latach 2011-2014 był Marek Porycki.